# Escola de meteorologia de Bergen
Escola de meteorologia de Bergen é  uma escola de pensamento meteorológico que é a base para a maior parte da previsão do tempo moderna. A escola de pensamento foi fundada pelo meteorologista Vilhelm Bjerknes e seus colaboradores, em 1917. A escola de pensamento de Bergen tem como objetivo definir o movimento da atmosfera terrestre dentro do âmbito da matemática das interações hidro- e termodinâmicas, algumas das quais foram descobertas e explicadas pelo próprio Bjerknes. Com isso, Bjerknes conseguiu elaborar previsões matemáticas com bases em dados meteorológicos.